# Cataglyphis minimus
Cataglyphis minimus é uma espécie de inseto do gênero Cataglyphis, pertencente à família Formicidae.